# Stefan Kjerkegaard
Stefan Kjerkegaard (født 1973) er en dansk litterat og lektor ved Aarhus Universitet.
Han har skrevet en del om især nyere dansk litteratur, herunder Digte er bjergede halse – om Simon Grotrians forfatterskab (Afterhand, 2000) og Hørbylundemanden. Introduktion til Per Højholts forfatterskab (Aarhus Universitetsforlag, 2009). Seneste bogudgivelse er Den menneskelige plet. Medialiseringen af litteratursystemet (Dansklærerforeningen, 2017).
Desuden er Kjerkegaard medlem i bedømmelseskomiteen for Nordisk Råds litteraturpris.